# Caspar Isenmann
Caspar Isenmann   (Colmar, 1410 (Gregorià) - Colmar, 18 de gener de 1472 (Gregorià)) (o Kaspar) Isenmann (francès: Gaspard Isenmann) va ser un pintor gòtic d’Alsàcia. Com a pintor municipal de la seva ciutat natal de Colmar i creador d'un retaule major per a la prestigiosa església de Sant Martí, va ser un important representant de l'escola de pintura de l'Alt Renà de mitjans del segle xv i un probable mestre de Martin Schongauer.

## Vida i obra
Les dates de naixement i mort d'Isenmann són incertes. Potser va néixer cap al 1410. El Museu Unterlinden de la seva ciutat natal indica que va estar actiu cap al 1430 i va morir entre el 1484 i el 1490; però la Bibliothèque nationale de France afirma que Isenmann va morir el 18 de gener de 1472.
Isenmann es va registrar per primera vegada com a pintor el 1432. Condecorà la junta de recompte municipal l'any 1433 i esdevingué burgès de Colmar el 1435 o 1436. No se sap res dels seus professors, però se suposa que podria haver estat aprenent de Hans Hirtz d’Estrasburg o de Konrad Witz de Basilea; el seu art també mostra la influència de Rogier van der Weyden i la seva escola. Després de 1450, Isenmann està registrat com a regidor (Schöffe) i el 1461, és un dels principals organitzadors d'una obra de misteri durant el Corpus Christi.
El 1462, Isenmann va rebre l'encàrrec de pintar un conjunt de panells (oli sobre fusta d'avet) per a l’altar major de l'església de Sant Martí, el principal lloc de culte de Colmar, i va lliurar el retaule acabat el 1465. Set d'aquests plafons, alguns mutilats, han sobreviscut després del desmantellament del retaule l'any 1720 i des de 1853 es troben al Museu Unterlinden. El contracte de 1462, on es detalla l'encàrrec del retaule, es conserva i es conserva a l'arxiu municipal de Colmar. Va ser signat el 21 de juny de 1462; al pintor se li va garantir un pagament de 500 florins i se li va demanar que en dos anys, és a dir, l'any 1464 enllestís l'obra. No se sap si el retard en el lliurament real va costar alguna cosa al pintor.
Entre 1466 i 1469, Isenmann podria haver estat el mestre d'un company de Colmarian, Martin Schongauer, a qui va conèixer les pintures de van der Weyden. També se suposa que va ensenyar al germà de Martin, Ludwig Schongauer.
Una casa al número 34 de la rue des Marchands de Colmar porta la inscripció Zum grienen hus, 1435. Ancienne demeure du maître-peintre Caspar Isenmann (A la casa verda, 1435, antiga habitatge del mestre pintor Caspar Isenmann).